# Pinky i Mózg
Pinky i Mózg (ang. Pinky and the Brain, 1995–1998) – amerykański serial animowany stworzony przez Toma Rueggera.
Główni bohaterowie to dwie laboratoryjne białe myszki, które każdego wieczoru próbują opanować świat. Pojawili się oni po raz pierwszy w serialu Animaniacy (ang. Animaniacs, 1993–1998). Dopiero w 1995 roku doczekali się własnego show, którego producentami byli Steven Spielberg i Warner Bros. Serial ten ma 65 odcinków + 13 odcinków pod tytułem: Pinky, Elmira i Mózg (ang. Pinky, Elmyra and the Brain).

## Bohaterowie
- Mózg – niska, biała mysz o czerwonych oczach i nadzwyczaj dużej głowie; jego różowy ogon jest zawsze zgięty w zygzak. Planuje zawładnąć światem i co noc wpada na nowy pomysł, jak tego dokonać; zazwyczaj jego szalone plany obracają się przeciwko niemu przez jego własną arogancję i niezdolność do zauważenia popełnianych przez siebie błędów. W przeciwieństwie do Pinky’ego nie jest empatyczny i rzadko okazuje emocje. Co ciekawe, jego pragnienie zdobycia władzy wynika z przekonania, że będzie lepszym władcą świata, niż ludzie. Jego wygląd i głos są oparte na Orsonie Wellesie, z którego aktor głosowy Mózga - Maurice LaMarche - czerpał inspirację przed udaniem się do studia nagraniowego.
- Pinky – najbliższy przyjaciel Mózga, a zarazem zupełne jego przeciwieństwo. Jest wysoki i chudy, ma wystające zęby i duże, niebieskie oczy. Lubi się bawić, jest nieprawdopodobnie nadaktywny i zdecydowanie bardziej empatyczny od towarzysza; przy tym jest wyjątkowo chwiejny psychicznie i często pokazuje symptomy szaleństwa. Często powtarza bezsensowne słowa, takie jak Narf, Zort czy Poit. Czasami reaguje bezsensownymi zachowaniami i stwierdzeniami na pytania ze strony Mózga, śmieje się po tym, jak otrzymuje cios w głowę i zdaje się lubić formy zadawania mu fizycznego bólu, przyznaje jednak, że jedyną prawdziwą torturą jest dla niego bycie oddzielonym od przyjaciela. W odcinku Pinky P.O.V możemy zobaczyć świat z jego perspektywy; można przypuszczać, że Pinky jest synestetykiem, jako że słowa przyjmują dla niego materialną formę.
- Bałwan (Snowball) – chomik wychowany razem z Mózgiem w ACME. Tak jak dawny towarzysz, jest żądny władzy i pragnie podbić cały świat, jakkolwiek jego motywy bardzo różnią się od tych Mózga: o ile mysz zamierza uczynić świat lepszym, o tyle Bałwan nie ma żadnych hamulców moralnych. To czyni go największym rywalem Mózga. Pojawia się w kilku odcinkach.

## Odcinki
Premiery w Polsce:
Canal+
I sezon – 2 sierpnia 1997 roku
II sezon – ok. 1998/1999 rok
III i IV sezon – 26 listopada 2000 roku
ZigZap
sezony I–IV – 20 lutego 2007 roku
Polsat (lektor)
sezony I–III – 3 lipca 2011 roku
Spis odcinków
| Nr                   | Polski tytuł (dubbing z Canal+)                    | Polski tytuł (lektor Polsatu)            | Angielski tytuł                                  |
| -------------------- | -------------------------------------------------- | ---------------------------------------- | ------------------------------------------------ |
|                      |                                                    |                                          |                                                  |
| SEZON PIERWSZY       |                                                    |                                          |                                                  |
|                      |                                                    |                                          |                                                  |
| 01                   | Na dnie                                            | Das mysz                                 | Das Mouse                                        |
|                      |                                                    |                                          |                                                  |
| 02                   | Myszowaty Człowieczy                               |                                          | Of Mouse and Man                                 |
|                      |                                                    |                                          |                                                  |
| 03                   | Tokio rośnie                                       | Terror w Tokio                           | Tokyo Grows                                      |
| 03                   | Pinky geniusz                                      | Mądra mysz                               | That Smarts                                      |
| 03                   | Rdzeń mózgowy                                      | Mózgu pień                               | Brainstem                                        |
|                      |                                                    |                                          |                                                  |
| 04                   | Pinky i mgła                                       | Pinky i mgła                             | Pinky & The Fog                                  |
| 04                   | Kosmici                                            | Gdzie żadna mysz wcześniej nie była      | Where No Mouse Has Gone Before                   |
| 04                   | Świat serem się toczy                              |                                          | Cheese Roll Call                                 |
|                      |                                                    |                                          |                                                  |
| 05                   | Mózgomania                                         | Mózgolandia                              | Brainania                                        |
|                      |                                                    |                                          |                                                  |
| 06                   | Być, albo nie być w telewizji                      | Być, albo nie być w telewizji            | TV or Not TV                                     |
|                      |                                                    |                                          |                                                  |
| 07                   | Napoleon Mózgoparte                                | Napoleon Mózgoparte                      | Napoleon Brainaparte                             |
|                      |                                                    |                                          |                                                  |
| 08                   | Boże Narodzenie                                    | Święta Pinky'ego i Mózga                 | A Pinky and the Brain Christmas                  |
|                      |                                                    |                                          |                                                  |
| 09                   | Bałwan                                             | Futrzak                                  | Snowball                                         |
|                      |                                                    |                                          |                                                  |
| 10                   | Pinky i Mózg jadą w podróż dookoła świata w 80 dni |                                          | Around the World in 80 Narfs                     |
|                      |                                                    |                                          |                                                  |
| 11                   | Lot                                                |                                          | Fly                                              |
|                      |                                                    |                                          |                                                  |
| 12                   | Mówiący posąg                                      | Powrót Abe’a                             | Ambulatory Abe                                   |
| 12                   | Mysz z La Manchy                                   | Mysz z La Manchy                         | Mouse of La Mancha                               |
|                      |                                                    |                                          |                                                  |
| 13                   | Trzecia mysz                                       | Trzecia mysz                             | The Third Mouse                                  |
| 13                   | Wizyta                                             | Wizyta                                   | The Visit                                        |
|                      |                                                    |                                          |                                                  |
| SEZON DRUGI          |                                                    |                                          |                                                  |
|                      |                                                    |                                          |                                                  |
| 14                   | Papierowy świat                                    |                                          | It’s Only a Paper World                          |
|                      |                                                    |                                          |                                                  |
| 15                   | Zbierzcie je                                       | Kolekcja                                 | Collect ’Em All                                  |
| 15                   | Pinkasso                                           | Pinkasso                                 | Pinkasso                                         |
|                      |                                                    |                                          |                                                  |
| 16                   | Plan Mózga z kosmosu                               |                                          | Plan Brain From Outer Space                      |
|                      |                                                    |                                          |                                                  |
| 17                   | Mumia                                              | Mumia                                    | The Mummy                                        |
| 17                   | Robin Mózg                                         | Robin Mózg                               | Robin Brain                                      |
|                      |                                                    |                                          |                                                  |
| 18                   | Pinky kandydatem                                   |                                          | The Pink Candidate                               |
|                      |                                                    |                                          |                                                  |
| 19                   | Pieśń o Mózgu                                      | Pieśń Mózga                              | Brain’s Song                                     |
|                      |                                                    |                                          |                                                  |
| 20                   | Witajcie w dżungli                                 |                                          | Welcome to the Jungle                            |
|                      |                                                    |                                          |                                                  |
| 21                   | Czarne kędziory                                    |                                          | A Little Off the Top                             |
| 21                   | Klub anonimowych megalomanów                       |                                          | Megalomanics Anonymous                           |
|                      |                                                    |                                          |                                                  |
| 22                   | Dwie myszy i dziecko                               | Dwie myszy i dziecko                     | Two Mice and a Baby                              |
| 22                   | Labirynt                                           | Labirynt                                 | The Maze                                         |
|                      |                                                    |                                          |                                                  |
| 23                   | Mózg przyszłości                                   |                                          | Brain of the Future                              |
|                      |                                                    |                                          |                                                  |
| 24                   | Mózgopinky                                         |                                          | Brinky                                           |
|                      |                                                    |                                          |                                                  |
| 25                   | Zostawcie to bobrom                                |                                          | Leave It to Beavers                              |
| 25                   | Mózgomania                                         |                                          | Cinebrania                                       |
|                      |                                                    |                                          |                                                  |
| 26                   | Sposób na skoki                                    | Koszykarski przekręt                     | Hoop Schemes                                     |
|                      |                                                    |                                          |                                                  |
| SEZON TRZECI         |                                                    |                                          |                                                  |
|                      |                                                    |                                          |                                                  |
| 27                   | Ta stara mysz                                      | Ta stara mysz                            | This Old Mouse                                   |
|                      |                                                    |                                          |                                                  |
| 28                   | Pinky i Mózg i… Larry                              | Pinky i Mózg oraz... Larry               | Pinky & The Brain and… Larry                     |
| 28                   | Gdzie bawią się jelenie i myszolopy                |                                          | Where the Deer and the Mousealopes Play          |
|                      |                                                    |                                          |                                                  |
| 29                   | Feldmanowie, moi przyjaciele                       | Feldmanowie, moi przyjaciele             | My Feldmans, My Friends                          |
|                      |                                                    |                                          |                                                  |
| 30                   | Nie igra się z miłością                            | Brain Noir                               | Brain Noir                                       |
|                      |                                                    |                                          |                                                  |
| 31                   | Szczegółowe studia nad historią                    | Drobiazgowa analiza historii             | A Meticulous Analysis of History                 |
| 31                   | Dziwne, wcale nie wyglądasz na Renisza             | Zabawne, nie wyglądasz na Renisza        | Funny, You Don’t Look Rhennish                   |
|                      |                                                    |                                          |                                                  |
| 32                   | Myszy nie tańczą                                   | Myszy nie tańczą                         | Mice Don’t Dance                                 |
| 32                   | Wyprany umysł                                      |                                          | Brain Drained                                    |
|                      |                                                    |                                          |                                                  |
| 33                   | Dopóki piłka w grze                                | Mózg na turnieju                         | Brain’s Bogie                                    |
| 33                   | Ziemio, przemów                                    | Ziemia mówi                              | Say What, Earth                                  |
|                      |                                                    |                                          |                                                  |
| 34                   | Wszystko czego ci trzeba to narf                   | Wszystko czego ci trzeba to narf         | All You Need Is Narf                             |
| 34                   | Plan Pinky’ego                                     | Plan Pinky’ego                           | Pinky’s Plan                                     |
|                      |                                                    |                                          |                                                  |
| 35                   | Hektary mózgu                                      | Akry Mózga''                             | Brain Acres                                      |
|                      |                                                    |                                          |                                                  |
| 36                   | Czarna teczka Pinky’ego                            |                                          | The Pinky Protocol                               |
|                      |                                                    |                                          |                                                  |
| 37                   | Burza mózgu                                        | Burza Mózga                              | Brain Storm                                      |
|                      |                                                    |                                          |                                                  |
| 38                   | Prawdziwe życie                                    | Prawdziwe życie                          | The Real Life                                    |
|                      |                                                    |                                          |                                                  |
| 39                   | Tańczące klony                                     | Pinky i mózgotwórca                      | Pinky & The Brainmaker                           |
| 39                   | Calvin Mózg                                        | Calvin Mózg                              | Calvin Brain                                     |
|                      |                                                    |                                          |                                                  |
| 40                   | Pinky Suavo                                        | Pinky Suavo                              | Pinky Suavo                                      |
| 40                   | Tajny hufiec ekstremalnych jodlerów                | T.H.E.Y.                                 | T.H.E.Y.                                         |
|                      |                                                    |                                          |                                                  |
| 41                   | Pałac Mózga                                        | Po mózgowemu                             | Brain’s Way                                      |
|                      |                                                    |                                          |                                                  |
| 42                   | Teoria wyzwolenia                                  | Brainy Jack                              | Brainy Jack                                      |
|                      |                                                    |                                          |                                                  |
| 43                   | Halloween                                          |                                          | A Pinky & The Brain Halloween                    |
|                      |                                                    |                                          |                                                  |
| 44                   | To jeszcze nie wszystko                            | To jeszcze nie wszystko                  | But, That’s Not All Folks                        |
|                      |                                                    |                                          |                                                  |
| 45                   | Uwolnić Ego                                        | Czytaj moje ego                          | Leggo My Ego                                     |
| 45                   | Japońskie potyczki                                 | Gigant w Japonii                         | Big in Japan                                     |
|                      |                                                    |                                          |                                                  |
| 46                   | Krawiec i myszy                                    | Krawiec i mysz                           | The Tailor & The Mice                            |
| 46                   | Instruktorzy                                       | Na łonie natury                          | Bah, Wilderness                                  |
|                      |                                                    |                                          |                                                  |
| 47                   | Operacja Lew Morski                                | Operacja Lew Morski                      | Operation Sea Lion                               |
| 47                   | Myszomowa                                          |                                          | You Said a Mouseful                              |
|                      |                                                    |                                          |                                                  |
| 48                   | Pinky i baseball                                   | Pinky baseballista                       | Pinky at the Bat                                 |
| 48                   | Schpiel-borg 2000                                  | Spiel-borg 2000                          | Schpiel-borg 2000                                |
|                      |                                                    |                                          |                                                  |
| 49                   | Choroba na Broadwayu                               | Broadway Malady                          | Broadway Malady                                  |
|                      |                                                    |                                          |                                                  |
| 50                   | W tym mieście nie masz już czego szukać            |                                          | You’ll Never Eat Food Pellets in This Town Again |
|                      |                                                    |                                          |                                                  |
| 51                   | Móżdzuś Puchatek, czyli przygody melomana          | Megalomańskie przygody Móżdżka Puchatka  | The Megalomaniacal Adventures of Brainie the Poo |
| 51                   | Mózg – bohater hamletyczny                         | Książę Duński Mózg                       | Melancholy Brain                                 |
|                      |                                                    |                                          |                                                  |
| 52                   | Wolny wieczór                                      |                                          | Brain’s Night Off                                |
| 52                   | Plażowe mambo                                      |                                          | Beach Blanket Brain                              |
|                      |                                                    |                                          |                                                  |
| 53                   | Rodzinka jak malinka                               |                                          | The Family That Poits Together, Narfs Together   |
|                      |                                                    |                                          |                                                  |
| 54                   | Kto dusi się i krztusi                             | Kto sieje wiaterek                       | Inherit the Wheeze                               |
|                      |                                                    |                                          |                                                  |
| 55                   | Do Rosji z laboratoryjną myszą                     | Rosja i szpiedzy                         | To Russia With Lab Mice                          |
| 55                   | Igraszki z czasem                                  | Trele Morele Baks''                      | Hickory Dickory Bonk                             |
|                      |                                                    |                                          |                                                  |
| 56                   | Z punktu widzenia Pinky’ego                        | Pinky i jego punkt widzenia              | Pinky’s POV                                      |
| 56                   | Wielki dyktator                                    | Naprawdę wielki dyktator                 | The Really Great Dictator                        |
| 56                   | Mózg pracuje                                       |                                          | Brain Food                                       |
|                      |                                                    |                                          |                                                  |
| 57                   | Pięć minut Pinky’ego                               | Teraz Pinky                              | Pinky’s Turn                                     |
| 57                   | Uroki władzy absolutnej                            | Twój przyjaciel, globalna dominacja      | Your Friend, Global Domination                   |
|                      |                                                    |                                          |                                                  |
| 58                   | Niebezpieczny intelekt                             | Niebezpieczne umysły                     | Dangerous Brains                                 |
|                      |                                                    |                                          |                                                  |
| 59                   | Legenda                                            | Legenda o Mózgu                          | A Legendary Tail                                 |
| 59                   | Program badawczy Brain                             | Projekt Mózg                             | Project Brain                                    |
|                      |                                                    |                                          |                                                  |
| 60                   | Co się stało z małym Móżdżkiem                     | Co się zdarzyło Móżdżkowi                | Whatever Happened to Baby Brain                  |
| 60                   | Po prostu powiedz narf                             | Po prostu krzyknij słowo Narf            | Just Say Narf                                    |
|                      |                                                    |                                          |                                                  |
| 61                   | Blask Gwiazd: Dziś Pinky i Mózg                    | Pinky i Mózg: Wydanie Specjalne          | The Pinky & The Brain Reunion Special            |
|                      |                                                    |                                          |                                                  |
| 62                   | Odmóżdżanie, cz. 1: Gdzie jest Mózg?               | Pranie mózgu, cz. 1: Mózg, a kysz        | Brainwashed, Part 1: Brain, Brain Go Away        |
|                      |                                                    |                                          |                                                  |
| 63                   | Odmóżdżanie, cz. 2: Nie jestem czapką              | Pranie mózgu cz.2: Nie jestem kapeluszem | Brainwashed, Part 2: I Am Not a Hat              |
|                      |                                                    |                                          |                                                  |
| 64                   | Odmóżdżanie, cz. 3: Wielkie pranie mózgu           | Pranie mózgu cz. 3: Pierz mocniej        | Brainwashed, Part 3: Wash Harder                 |
|                      |                                                    |                                          |                                                  |
| 65                   | Gwiezdne Warnery                                   | Star Warners                             | Star Warners                                     |
|                      |                                                    |                                          |                                                  |
| Pinky, Elmyra i Mózg |                                                    |                                          |                                                  |
|                      |                                                    |                                          |                                                  |
| 01                   | Patty Ann                                          |                                          | Patty Ann                                        |
| 01                   | Sufler zausznik                                    |                                          | Gee Your Hair Spells Terrific                    |
|                      |                                                    |                                          |                                                  |
| 02                   | Słodziutki kosmita                                 |                                          | Cute Little Alienhead                            |
| 02                   | Ser to potęga                                      |                                          | Better Living Through Cheese                     |
|                      |                                                    |                                          |                                                  |
| 03                   | Edukacja Elmiry                                    |                                          | My Fair Brainy!                                  |
| 03                   | Kot, który szczekał                                |                                          | The Cat That Cried Woof                          |
|                      |                                                    |                                          |                                                  |
| 04                   | Narodziny gwiazdy                                  |                                          | The Girl With Nothing Extra                      |
| 04                   | Żyli długo i szczęśliwie                           |                                          | Narfily Ever After                               |
|                      |                                                    |                                          |                                                  |
| 05                   | Klub Mózga                                         |                                          | The Icky Mouse Club                              |
| 05                   | Człowiek z Waszyngtonu                             |                                          | The Man From Washington                          |
|                      |                                                    |                                          |                                                  |
| 06                   | Szkolny bal                                        |                                          | At the Hop!                                      |
| 06                   | Wymarzony domek Pinky’ego                          |                                          | Pinky’s Dream House                              |
|                      |                                                    |                                          |                                                  |
| 07                   | Smutne święta                                      |                                          | Yule Be Sorry                                    |
| 07                   | Jak spędziłam weekend                              |                                          | How I Spent My Weekend                           |
|                      |                                                    |                                          |                                                  |
| 08                   | Fakty i akty                                       |                                          | Wag the Mouse                                    |
| 08                   | Wycieczka do Kaczkolandu                           |                                          | A Walk in the Park                               |
|                      |                                                    |                                          |                                                  |
| 09                   | Bestia                                             |                                          | The Raven                                        |
| 09                   | Solar                                              |                                          | Squeze party                                     |
|                      |                                                    |                                          |                                                  |
| 10                   | Teleportarka                                       |                                          | Teleport a Friend                                |
|                      |                                                    |                                          |                                                  |
| 11                   | Pan Doktor                                         |                                          | Mr. Doctor                                       |
| 11                   | Rozrywkowa edukacja                                |                                          | That’s Edutainment                               |
|                      |                                                    |                                          |                                                  |
| 12                   | Kosmiczna czarna dziura                            |                                          | Fun, Time and Space                              |
| 12                   | Parada mięsa                                       |                                          | Hooray for Meat                                  |
|                      |                                                    |                                          |                                                  |
| 13                   | Prywatka                                           |                                          | Party Night                                      |
| 13                   | Maska Borro                                        |                                          | The Mask of Braino                               |
|                      |                                                    |                                          |                                                  |